# Vượt qua bóng tối
Artit Ching Duang (Thai: อาทิตย์ชิงดวง; rtgs: Athit Ching Duang "Feuding Sun", tiếng Việt: Vượt qua bóng tối / Dòng máu cuối cùng) là bộ phim truyền hình Thái Lan chiếu trên đài Channel 5 (CH5) năm 2009. Bộ phim từng chiếu tại Việt Nam trên kênh TodayTV.

## Nội dung
Rangsi là người thừa kế duy nhất của dòng họ Suriyatid giàu có. Ông thực lòng yêu thương cô thôn nữ tên Sanglar nhưng ông sẽ phải lập gia thất với Panrawee - tiểu thư của một gia đình danh giá, môn đăng hộ đối. Sanglar đau khổ khi biết người yêu phải đi lấy vợ và Panrawee đã dùng tiền để ra điều kiện cho Sanglar phải ra đi mãi mãi đồng thời bỏ đi cái thai trong bụng. Một tai nạn bất ngờ xảy đến Rangsi bị bán thân bất toại. Ông không còn khả năng sinh con. Panrawee nhận nuôi một đứa trẻ, đặt tên là Patsakorn.
20 năm sau, Rangong phải rất cố gắng mới trang trải cho cuộc sống của mình và bà mẹ Sanglar nghiện rượu. Mỗi khi uống rượu say, Sanglar lại kể lể quá khứ. Khi biết Patsakorn quay về Thái lan, Sanglar còn tức giận hơn nữa. Rangong được mẹ kể cho nghe hết câu chuyện về nhà Suriyatid. Sanglar muốn trả thù nhà Suriyatid. Bà muốn lấy lại những thứ thuộc về mình. Tuy nhiên, Sanglar chết mà chưa được chứng kiến ngày ước nguyện thành hiện thực. 
Rangong cố gắng làm theo nguyện ước của mẹ.
Vào ngày bố cô quyết định tuyên bố giao toàn bộ tài sản cho con trai nuôi, cô xuất hiện và tiết lộ thân phận của mình, chính thức đối đầu với Panravee. Cô tìm mọi cách để vào được nhà Suriyatid để trả thù Panrawee. Cô tự hứa với vong hồn mẹ rằng Panrawee phải trả giá cho những gì đã làm với mẹ cô trước kia.

## Diễn viên
- Phiyada Akkraseranee vai Rangrong Suriyathit
- Nat Thephussadin Na Ayutthaya vai Phatsakon (Neung) Suriyathit
- Sinjai Plengpanich vai Panrawi Suriyathit
- Namthip Jongrachatawiboon vai Panrawi (trẻ)
- Akumsiri Suwannasuk vai Farung
- Pisarn Akarasenee vai Rangsi Suriyathit
- Phutanate Hongmanop vai Rangsi (trẻ)
- Sathaporn Nakwilai vai Chot
- Pop Kamkasem vai Phiangsun
- Waraporn Nguithrakul vai Napha
- Surattana Khongtrakun vai Saengla (mẹ Rangrong)
- Pitchaya Chaowalit vai Saengla (trẻ)
- Panadda Komaladat vai Nueang
- Phimkhae Kunjara na Ayudhaya vai Phiangphon
- Wasitthi Silofung vai Khampaeng